# Stephen Gersh
Stephen Ellis Gersh (* 29. Januar 1948) ist ein US-amerikanischer Mediävist und Philosophiehistoriker.
Nach seiner Promotion war Gersh zunächst Fellow des Magdalene College, Cambridge. Danach war er Professor für Mediävistik an der University of Notre Dame. Dort ist er heute emeritiert. Er war unter anderem Doktorvater des Philosophiehistorikers Peter Adamson.
Gersh arbeitet im Wesentlichen philosophiegeschichtlich zur Rezeption des antiken und spätantiken Platonismus, insbesondere des Neuplatonismus, in der mittelalterlichen Philosophie, insbesondere bei Marsilius Ficinus.

## Schriften (Auswahl)
- Marsilio Ficino as reader of Plotinus: the „Enneads“ commentary. Brill, Leiden 2024.
- Metaphysics and Hermeneutics in the Medieval Platonic Tradition. Routledge, London 2023. (Sammlung von zwölf Aufsätzen aus den Jahren 2006 bis 2015)
- (Hrsg.): Plotinus’ Legacy: The Transformation of Platonism from the Renaissance to the Modern Era. Cambridge University Press, Cambridge 2019.
- (Hrsg.): Interpreting Proclus From Antiquity to the Renaissance. Cambridge University Press, Cambridge 2014.
- (Hrsg. mit Dermot Moran): Eriugena, Berkeley, and the Idealist Tradition. University of Notre Dame Press, Notre Dame, Indiana 2006
- Being Different: More Neoplatonism After Derrida (Studies in Platonism, Neoplatonism, and the Platonic Tradition, Band 16). Brill, Leiden 2013.
- Reading Plato, Tracing Plato: From Ancient Commentary To Medieval Reception (Variorum Collected Studies Series, Band 816). Routledge, London 2005.
- (Hrsg. mit Maarten J.F.M. Hoenen): The Platonic Tradition in the Middle Ages. De Gruyter, Berlin 2002; Nachdruck 2013.
- Concord in Discourse: Harmonics and Semiotics in Late Classical and Early Medieval Platonism. (Approaches to Semiotics, Band 125).  De Gruyter Mouton, Berlin/New York 1996, Nachdruck 2011.
- Middle Platonism and Neoplatonism. The Latin Tradition. 2 Bände. University of Notre Dame Press, Notre Dame, Indiana 1986.